# Halowe Mistrzostwa Czech w Lekkoatletyce 1997
Halowe Mistrzostwa Czech w Lekkoatletyce w 1997 – halowe zawody lekkoatletyczne organizowane przez Český atletický svaz, które odbyły się 22 i 23 lutego w Pradze. Po raz pierwszy rozegrano konkurencje sztafet 4 × 200 metrów kobet i mężczyzn.

## Rezultaty
| PB - rekord życiowy \| SB - najlepszy wynik w sezonie \| NR – halowy rekord kraju |

### Mężczyźni
| Konkurencja:              | 1. miejsce                                                       | Rezultat | 2. miejsce                                                   | Rezultat | 3. miejsce                                                      | Rezultat |
| Bieg na 60 m              | Ivo Krsek                                                        | 6,67     | Martin Duda Ivan Šlehobr                                     | 6,75     | –                                                               | –        |
| Bieg na 200 m             | Martin Morkes                                                    | 21,23    | Tomáš Dřímal                                                 | 21,60    | Walter Pilch                                                    | 21,68    |
| Bieg na 400 m             | Jiří Šveněk                                                      | 48,13    | Jan Štejfa                                                   | 48,29    | Tomáš Balcar                                                    | 48,66    |
| Bieg na 800 m             | Roman Oravec                                                     | 1:47,85  | Pavel Soukup                                                 | 1:47,88  | Aleš Kohout                                                     | 1:50,49  |
| Bieg na 1500 m            | Lubomír Pokorný                                                  | 3:45,10  | Stanislav Vrba                                               | 3:47,96  | Petr Lochman                                                    | 3:50,51  |
| Bieg na 3000 m            | Milan Drahoňovský                                                | 8:04,14  | Martin Brusák                                                | 8:08,83  | Miloslav Suchý                                                  | 8:09,72  |
| Bieg na 60 m przez płotki | Tomáš Dvořák                                                     | 7,78     | Robert Změlík                                                | 7,91     | Jan Grabmüller Roman Šebrle                                     | 8,06     |
| Sztafeta 4 × 200 m        | Dukla Praha Martin Morkes Tomáš Dřímal Kamil Damašek Karel Bláha | 1:26,54  | USK Praha Ivan Šlehobr Martin Duda Martin Šimůnek Jan Štejfa | 1:27,13  | Dukla Praha B Jiří Pavel Roman Zubek Pavel Beneš Štěpán Tesařík | 1:30,48  |
| Skok wzwyż                | Jan Janků                                                        | 2,27     | Svatoslav Ton                                                | 2,23     | Tomáš Janků                                                     | 2,25     |
| Skok o tyczce             | Karel Janko                                                      | 5,40     | Martin Kysela                                                | 5,30     | Pavel Beran                                                     | 5,20     |
| Skok w dal                | Tomáš Dvořák                                                     | 7,76     | Radek Hampl                                                  | 7,64     | Roman Šebrle                                                    | 7,63     |
| Trójskok                  | Jiří Kuntoš                                                      | 15,80    | Radek Řezáč                                                  | 15,71    | Martin Sýkora                                                   | 15,39    |
| Pchnięcie kulą            | Miroslav Menc                                                    | 19,60    | Richard Navara                                               | 18,76    | Remigius Machura                                                | 17,91    |
| Siedmiobój                | Tomáš Dvořák                                                     | 6211     | Kamil Damašek                                                | 6182     | Roman Šebrle                                                    | 6057     |

### Kobiety
| Konkurencja:              | 1. miejsce                                                               | Rezultat | 2. miejsce                                                                    | Rezultat | 3. miejsce          | Rezultat |
| Bieg na 60 m              | Zdeňka Mušínská                                                          | 7,37     | Pavlína Vostatková                                                            | 7,52     | Gabriela Švecová    | 7,58     |
| Bieg na 200 m             | Erika Suchovská                                                          | 23,89    | Markéta Pernická                                                              | 24,96    | Zdeňka Mušínská     | 25,00    |
| Bieg na 400 m             | Hana Benešová                                                            | 52,12    | Helena Fuchsová                                                               | 52,27    | Naděžda Koštovalová | 53,02    |
| Bieg na 800 m             | Ludmila Formanová                                                        | 2:01,88  | Lenka Švaňhalová                                                              | 2:09,46  | Jana Kapounová      | 2:11,00  |
| Bieg na 1500 m            | Jana Kučeríková                                                          | 4:20,64  | Jana Biolková                                                                 | 4:21,81  | Renata Hoppová      | 4:23,88  |
| Bieg na 3000 m            | Jana Kučeríková                                                          | 9:24,24  | Jana Klimešová                                                                | 9:28,94  | Renata Hoppová      | 9:41,67  |
| Bieg na 60 m przez płotki | Iveta Rudová                                                             | 8,29     | Andrea Novotná                                                                | 8,40     | Nikola Špinová      | 8,42     |
| Sztafeta 4 × 200 m        | SSK Vítkovice Radana Volná Petra Hlavatá Zuzana Chybová Markéta Pernická | 1:41,13  | Sokol České Budějovice Nikola Špinová Klára Dubská Petra Smržová Dana Vaňková | 1:42,10  | –                   | –        |
| Skok wzwyż                | Zuzana Kováčiková                                                        | 1,88     | Alena Nezdařilová                                                             | 1,88     | Romana Bělocká      | 1,81     |
| Skok o tyczce             | Daniela Bártová                                                          | 4,20     | Šárka Mládková                                                                | 3,90     | Daniela Nováková    | 3,70     |
| Skok w dal                | Jana Klečková                                                            | 5,88     | Martina Žabková                                                               | 5,87     | Libuše Tománková    | 5,83     |
| Trójskok                  | Šárka Kašpárková                                                         | 14,08    | Alena Nezdařilová                                                             | 13,38    | Ljuba Dušilová      | 12,88    |
| Pchnięcie kulą            | Zdeňka Šilhavá                                                           | 15,46    | Lucie Vrbenská                                                                | 15,11    | Romana Podušková    | 14,77    |
| Pięciobój                 | Kateřina Nekolná                                                         | 4195     | Jana Klečková                                                                 | 4052     | Petra Šebelková     | 3674     |